# 4493 Naitomitsu
A 4493 Naitomitsu (ideiglenes jelöléssel 1988 TG1) a Naprendszer kisbolygóövében található aszteroida. Takuo Kojima fedezte fel 1988. október 14-én.